# Procambarus plumimanus
Procambarus plumimanus là một loài tôm sông trong họ Cambaridae. Nó là loài đặc hữu của North Carolina, and is listed as a species of Least Concern on the Sách Đỏ IUCN.